# Ban Phe
Ban Phe (taj. เทศบาลตำบลบ้านเพ) – małe miasteczko rybackie położone w prowincji Rayong, ok. 180 km na wschód od Bangkoku. Leży na trasie pomiędzy Bangkokiem a Chanthaburi.
Ban Phe jest miastem portowym. Wypływają z niego statki turystyczne na wyspę Ko Samet, położoną w odległości ok. 6,5 km od stałego lądu.
Na obrzeżach wioski znajduje się plaża Suan Son, odwiedzana w większości przez Tajów.
W pobliżu portu znajduje się targowisko.